# Elrington and Bosworth Professor of Anglo-Saxon
Elrington and Bosworth Professorship of Anglo-Saxon är en professur vid University of Cambridge.
Den grundades av testamenterade medel från Joseph Bosworth år 1878. Lärostolen uppkallades efter testatorn och hans fru, Anne Elliot, som tidigare varit gift med överste Hamilton Elrington.

## Innehavare
- Walter William Skeat (1878–1912)
- Hector Munro Chadwick (1912–1941)
- Bruce Dickins (1946–1957)
- Dorothy Whitelock (1957–1969)
- Peter Alan Martin Clemoes (1969–1982)
- Raymond Ian Page (1984–1991)
- Michael Lapidge (1991–1999)
- Simon Douglas Keynes (1999–)